# Die Vorbereitung des Romans
Die Vorbereitung des Romans (La préparation du roman) ist eine literaturtheoretische Reihe von Vorlesungen des Poststrukturalisten und Semiotikers Roland Barthes. Eine deutsche Übersetzung von Horst Brühmann erschien 2008 im Suhrkamp Verlag.

## Inhalt
Es handelt sich nicht um einen zur Veröffentlichung konzipierten Text, sondern um Notizen für eine Vorlesung, die Barthes am Collège de France gehalten hat. Im April 1978 hatte Barthes beschlossen, einen Roman zu schreiben, war aber über Stichworte nicht hinausgekommen: Die Erfahrung dieses Scheiterns machte er im darauffolgenden Jahr zum Thema seiner theoretischen Arbeit. 
In Die Vorbereitung des Romans widmet er sich dem Übergang „vom Schreiben-Wollen zum Schreiben-Können“ und geht der Frage nach, wie aus verstreuten Ideen ein Textkontinuum entstehen kann, das einen „Realitätseffekt“ erzeugt. Am Beispiel des Romans Auf der Suche nach der verlorenen Zeit von Marcel Proust und von Werken Gustave Flauberts und Lew Nikolajewitsch Tolstois behandelt er den Prozess des Schreibens sowie die „diätetischen Regeln“, das heißt: die Lebensregeln, denen sich Autoren unterwerfen. Außerdem referiert Barthes ausführlich über die japanische Gedichtform des Haikus, verschiedene Formen der Tagebuchnotiz und Aspekte der Fotografie. 

### Einordnung und Stil
Barthes hatte die von ihm publizierten Werke drei unterschiedlichen Phasen zugeordnet: In der ersten Phase wandte er sich in der Nachfolge de Saussures der Sprache bzw. dem Diskurs zu, in der zweiten Phase arbeitete er an einer semiologischen Analyse der Mode, bevor er sich in der dritten Phase den Text in den Blick nahm; in diese Phase fallen auch die Vorlesungen Die Vorbereitung des Romans. In späten Aufzeichnungen tritt Barthes’ Hang zum Literarisch-Artifiziellen – ähnlich wie in „Die Lust am Text“ – stärker hervor, Einflüsse durch die Psychoanalyse, Kristeva, Derrida und Nietzsche werden erkennbar.

### Das Schreiben
Die Vorbereitung des Romans handelt von der Paradoxie des Schriftstellerdaseins, einerseits zum Schreiben getrieben zu sein und andererseits davor zurückzuschrecken. Barthes erläutert, wie Obsessionen, Begehren und Angst den Schriftsteller zu mitunter unvorstellbar umfangreichen und differenzierten Vorbereitungen treiben, um seine Produktion gegen alle Widerstände zu ermöglichen. Er geht dabei elementaren Fragen des Schreibens nach: Wo schreibe ich? Mit welchem Material? An welchem Schreibtisch? Dabei bezieht er sich vor allem auf das Werk Marcel Prousts, auf dem der Schwerpunkt seiner Analyse liegt.

### Zitate
„Die PHOTOGRAPHIE – und darin liegt, glaube ich, die Originalität, die Neuheit unseres Seminars – lässt den TRAUM, das IMAGINÄRE (bei) der Lektüre, auf das REALE treffen.“

„Das Schreiben ist ein ewiger Selbstbetrug, denn immer will man fertig werden, um dann sofort wieder mit dieser quälenden Kondition des Unfertigen und des erneut einsetzenden Nervenkriegs gegenüber den Zumutungen des Werks zu beginnen.“

## Rezeption
Lothar Müller las die Vorbereitung als den Versuch Barthes’, den „Weg des Autors zum Schreiben“ am Beispiel von „Proust, Tolstoi, Kafka“ nachzuvollziehen und dabei seine „eigene intellektuelle Metamorphose“ vorzuführen, Christian Schärf erkannte in Barthes’ „subjektiv-poststrukturalistischen Ausführungen eine methodische Methodenverweigerung“, und las aus der Vorbereitung die These heraus, „dass im Roman das Begehren des Schreibens zu sich kommt“, während Ina Hartwig eine „überraschende Rückkehr zur Biografie“ im Werk Roland Barthes’ feststellte, der biographischen Lesarten bislang immer kritisch gegenübergestanden war.